# Refugi antiaeri de Valls
El Refugi antiaeri de Valls és un refugi antiaeri construït a Valls (Alt Camp) durant la Guerra Civil Espanyola (1936-1939) sota la plaça del Blat. Té una fondària de 8 m, amb passadissos d'1,5 m d'amplada i 1,80 m d'alçada, construïts amb formigó i volta de rajola. És un monument inclòs en l'Inventari del Patrimoni Arquitectònic de Catalunya.

## Història
Aquest refugi, que es trobava ple de runa, va poder ser recuperat com a itinerari de visita gràcies a la iniciativa de la secció d'espeleologia de l'Associació d'alumnes i exalumnes de l'Escola del Treball, els quals es van proposar estudiar la topografia de Valls, les antigues mines d'aigua que proveïen la ciutat i els refugis antiaeris.
Les obres de recuperació van començar el 2004 i l'indret pot ser visitat en l'actualitat fins a la meitat del seu traçat. Fou obert al públic amb motiu de la celebració de les Jornades Europees del Patrimoni a Catalunya 2005.
Se sap que el mestre d'obres d'aquesta construcció fou Ramon Claravalls, ja que consta escrit amb carbó en una de les parets. Malgrat tot, mai fou utilitzat amb la finalitat per la qual es va construir.
L'espai fou emprat com abocador de runes durant els anys 1960-1969, quan va reformar-se l'Ajuntament de la ciutat.
Es troba connectat amb l'antic celler de l'Arquebisbe de Tarragona, situat al soterrani de Can Segarra.